# Рутенія (гурт)
«Рутенія» — український музичний гурт.

## Історія
Наприкінці 80-х років 20-го ст. на мистецько-політичних акціях студентського об'єднання «Громада» почали звучати пісні у виконанні студентів фізичного факультету КДУ Анатолія Сухого та Костя Єрофєєва. Автором переважної більшості текстів та мелодій був Анатолій, а з подачі Костя новостворений гурт отримав свою назву — «Рутенія».
1989 р. — дует Сухого та Єрофєєва доповнюють студенти-економісти Дмитро Моторний (гітара), Дмитро Сеньків (бас-гітара), Тетяна Талащенко (скрипка). У цьому складі «Рутенія» записує любительський магнітоальбом «Україна сучасна в рамках дозволеного» і здобуває диплом першої «Червоної Рути».
У ті часи фактично разом із «Рутенією» були також: письменник Олесь Ульяненко (часткове авторство та ідея тексту пісні «Київ то Гарлем»), «імпресаріо» Петро Шеревера, автор-виконавець — Олександр Веремчук (формально до складу «Рутенії» не входили).
1990 р. — до гурту приєднується перкусіоніст Салман Салманов — у майбутньому учасник гуртів «Вій» та «Мандри».
1991 р. — гурт у складі Єрофєєва, Сухого, Салмана, Григорія Лук'яненка (гітара) та Володимира Смаженка (духові), записує альбом «Похрещені вогнем» та виступає на другому фестивалі «Червона рута» у Запоріжжі.
1992 р. — під час запису на студії БЗЗ альбому «Вулиці рожевого міста» до «Рутенії» приєднуються гітарист Роман Суржа, басист Ігор Давидянц («Табула Раса») та барабанщик Дмитро Підлуський — саунд «Рутенії» отримує роковий відтінок.
1993–1994 рр. — «Рутенія» фактично розпалася.
1995 р. — МО «Гарба» випускає магнітоальбом «Вулиці рожевого міста». Після тривалої перерви Сухий створює нову команду «Кам'яний вітер», проте згодом залишає її.
1997 р. — Сухий відроджує «Рутенію» у новому складі (гітарист Валерій Косенюк, басист Владислав Возняк, барабанщик Олександр Комісаренко). Запис альбому «Провінційний джаз». Далі — альбом «Десь за Дніпром гримить гроза»…
2001 р. — Кость Єрофєєв і Григорій Лук'яненко, у рамках окремого проекту, за підтримки фірми «Темпора», записують альбом «Легіонер» (студія «Астероїд», звукорежисер Андрій Обод,  пісні  Олександра Веремчука та Анатолія Сухого).
2001 р. «Темпора» також видала диск «Рутенія — 10 років по тому». До нього ввійшли пісні з альбому «Вулиці рожевого міста».
2002 року була записана демо—версія альбому повстанських пісень «Безіменні», яка розійшлася в піратських копіях.
2007 р. — частина альбому «Безіменні» переписана на власній студії Григорія Лук’яненка  і випущена під назвою «Неопалима купина».
2011 р. — закінчена робота над другою частиною цієї програми — CD-«двотомником», який присвячений УНА-УНСО.
Програма доповнена піснями УНСО у виконанні самих унсовців — авторів. Назва альбому — «Хто живий».
2015 р. — побачив світ альбом «Життя триває, точиться війна» (за участі Т. Житинського та В. Лютого)

## Дискографія
- 1989 — Україна сучасна в рамках дозволеного
- 1991 — Похрещені вогнем
- 1995 — Вулиці рожевого міста
- 1998 — Провінційний джаз
- 2001 — Рутенія-10 років по тому
- 2001 — Легіонер. Дорогами війни та кохання
- 2002 — Вулиці Рожевого міста (перевидання)
- 2002 — Десь за Дніпром гримить гроза
- 2002 — Провінційний джаз (перевидання)
- 2003 — Безіменні (неопублікований)
- 2007 — Неопалима купина
- 2009 — А серце — за Вкраїну…// студія «Рутенія». Київ
- 2009 — Під крилом кондора. Рутенія 1991 (реставрація касетного альбому «Похрещені вогнем» 1991 р.)
- 2011 — CD-«двотомник» «Хто живий») // студія «Рутенія». Київ
- 2014 — «Бо йде війна», альбом-компіляція, лише в інтернеті // студія «Рутенія». Київ
- 2015 — «Життя триває, точиться війна» // студія «Рутенія» //«Наш формат» . Київ
- 2018 — «Бодгісатва» // (невиданий), студія «Рутенія». Київ